# Vaccinium leonis
Vaccinium leonis är en ljungväxtart som beskrevs av Acuna och Roig. Vaccinium leonis ingår i Blåbärssläktet, och familjen ljungväxter. Inga underarter finns listade i Catalogue of Life.